# GoAir

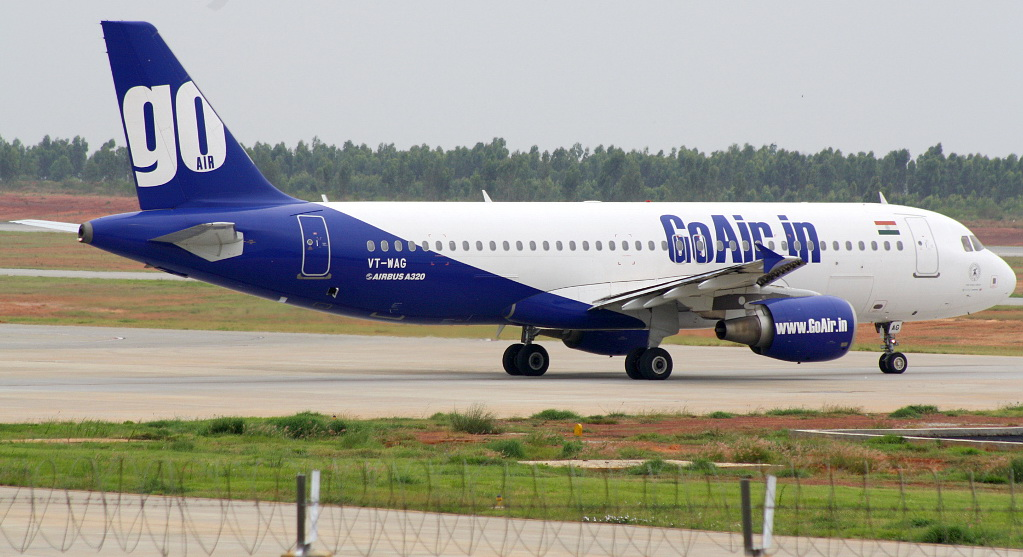
Airbus A320-200 в лівреї синіх тонів

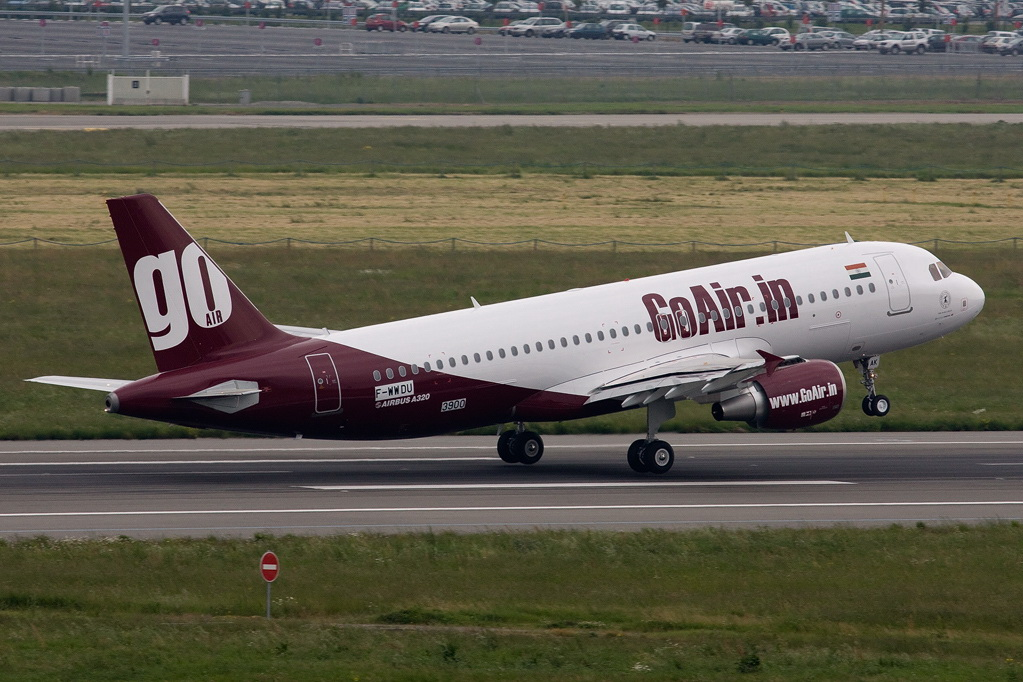
Brown GoAir Airbus A320-200 в лівреї коричневих тонів

GoAir — індійська бюджетна авіакомпанія зі штаб-квартирою в місті Мумбаї, що працює в сфері комерційних авіаперевезень з листопада 2005 року. Належить індійському конгломерату корпорацій Wadia Group. Станом на травень місяць 2013 року GoAir займала п'яту сходинку у списку серед авіаперевізників країни за обсягом пасажирських перевезень.
Маршрутна мережа регулярних перевезень охоплює аеропорти 21 міста, щодня авіакомпанія виконує більше ста рейсів.
Портом приписки авіакомпанії і її головним транзитним вузлом (хабом) є міжнародний аеропорт імені Чатрапаті Шіваджі в Мумбаї, в ролі інших хабів перевізник використовує міжнародний аеропорт імені Індіри Ганді в Делі, міжнародний аеропорт Бангалор і аеропорт Срінагар в однойменних містах

## Історія
Авіакомпанія GoAir була заснована в 2005 році Джехангіром Вадіа, молодшим сином великого індійського підприємця Нуслі Вадіа, увійшовши при цьому до складу конгломерату корпорацій Wadia Group, в першу чергу відомого своїми дочірніми підприємствами Bombay Dyeing і Britannia Industries. Головою ради директорів компанії став її засновник Джехангір Вадія, а її генеральним директором — Гіоргіо Де Роні. GoAir початку операційну діяльність у листопаді 2005 року і на перших порах експлуатувала один літак Airbus A320.
У січні 2007 року показник середньої завантаження пасажирських крісел авіакомпанії досяг 86 %. Разом з тим, розвиток перевізника йде досить повільним темпом, головним чином через гостру конкуренцію з двома іншими бюджетними авіакомпаніями Індії IndiGo і SpiceJet. Генеральний директор GoAir Гіоргіо Де Роні пояснює повільне зростання поточної стратегії компанії, спрямованої на досягнення та підтримання рентабельності комерційної діяльності, а не на гонитву за відкриттям нових маршрутів і придбанням повітряних суден.
У квітні 2012 року після банкрутства авіакомпанії Kingfisher Airlines GoAir піднялася з шостого на п'яту позицію в списку індійських авіакомпаній за обсягом пасажирських перевезень.

## Маршрутна мережа
Маршрутна мережа регулярних перевезень GoAir охоплює 21 місто в Індії, компанія здійснює 102 щоденних рейсів і близько 710 рейсів в тиждень між аеропортами цих міст. За діючими правилами Міністерства цивільної авіації Індії авіакомпанії не дозволена організація міжнародних маршрутів унаслідок її малого парку повітряних суден.
- Андаманські і Никобарські острови
  - Порт-Блер — міжнародний аеропорт імені Вінаяка Саваркара
- Ассам
  - Гувахаті — міжнародний аеропорт імені Гопінатха Бордолоя
- Біхар
  - Патна — аеропорт імені Наяка Джаяпракаша
- Чандігарх
  - аеропорт Чандігарх
- Делі
  - міжнародний аеропорт імені Індіри Ганді хаб
- Гоа
  - міжнародний аеропорт Даболім
- Гуджарат
  - Ахмадабад — міжнародний аеропорт імені Сардара Валлабхай Пателя
- Джамму і Кашмір
  - Джамму — аеропорт Джамму
  - Срінагар — аеропорт Срінагар
  - Лех — аеропорт Лех Кушок Бакула Рімпочі
- Джаркханд
  - Ранчі — аеропорт Ранчі
- Карнатака
  - Бангалор — міжнародний аеропорт Бангалор
- Керала
  - Коччі — міжнародний аеропорт Кочін
- Махараштра
  - Мумбаї — міжнародний аеропорт імені Чатрапаті Шіваджі хаб
  - Нагпур — міжнародний аеропорт імені доктора Бабасахіба Амбедкара
  - Пуна — міжнародний аеропорт Пуна[10]
- Раджастхан
  - Джайпур — аеропорт Санганер
- Тамілнад
  - Ченнаї — міжнародний аеропорт Ченнаї
- Уттар-Прадеш
  - Лакхнау — аеропорт імені Чоудхарі Чарана Сінгхі
- Західна Бенгалія
  - Сілігурі — аеропорт Багдогра
  - Калькутта — міжнародний аеропорт імені Нетаджі Субхас Чандра Боса

## Флот

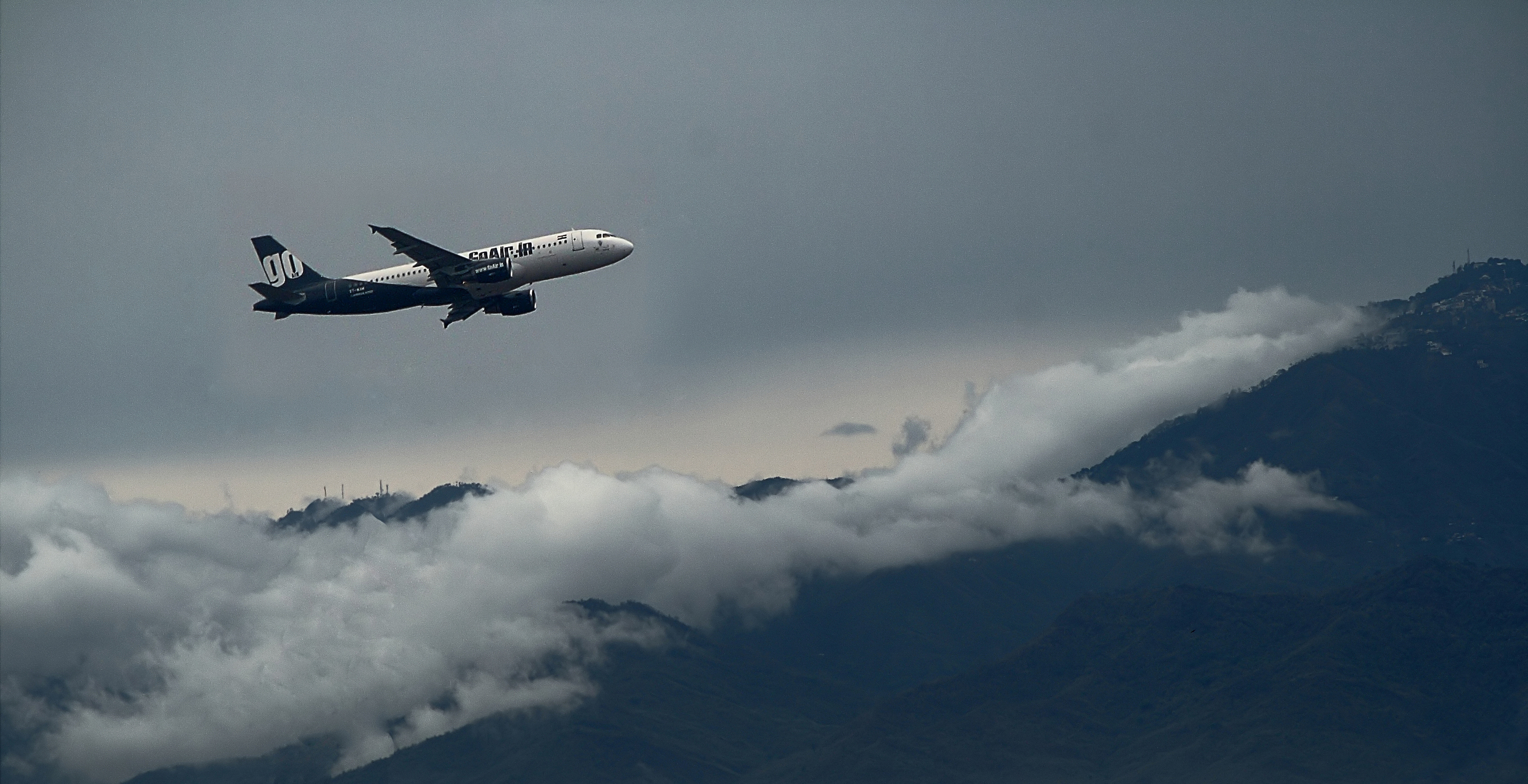
Airbus A320 авіакомпанії GoAir на зльоті з аеропорту Чандігарх

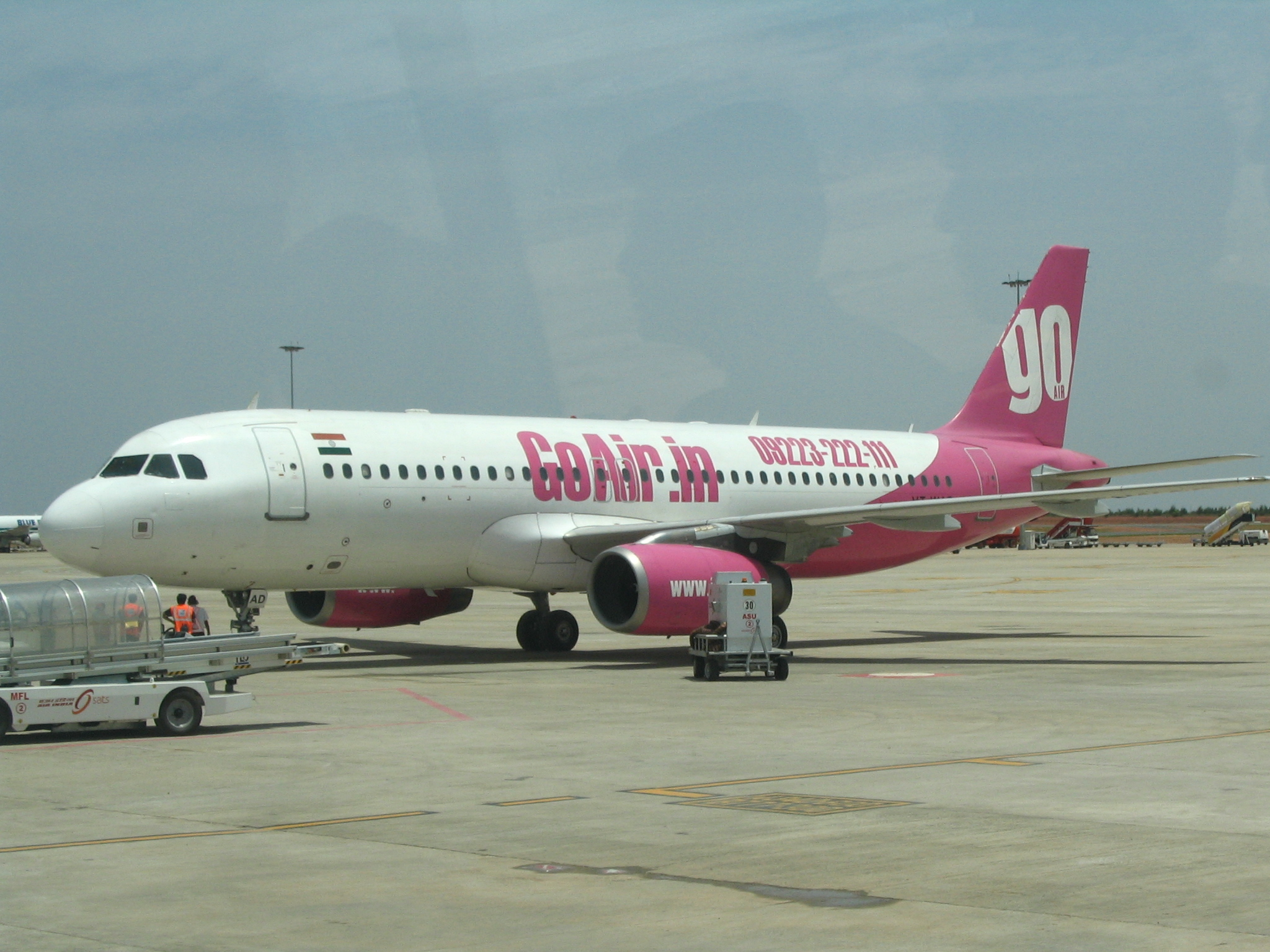
Airbus A320-200 авіакомпанії GoAir (лівреї рожевих тонів) в міжнародному аеропорту Бангалора

Для мінімізації операційних витрат авіакомпанія експлуатує парк повітряних суден однієї моделі Airbus A320-200 максимальною місткістю до 180 пасажирських крісел. У липні 2013 року флот GoAir становили 16 літаків середнім віком у 3,1 року.

### Замовлення Airbus A320neo
У червні 2011 року авіакомпанія GoAir розмістила замовлення на поставку 72 літаків Airbus A320neo з місткістю пасажирських салонів в 180 крісел. Поставка нових лайнерів почнеться в 2015 році і далі по 12-15 літаків щорічно. У січні 2017 GoAir підписала твердий контракт ще на 72 літака A320neo, таким чином довівши загальний замовлення A320neo до 144.